# Myiagra hebetior
Monarca-de-mussau ou papa-moscas-de-mussau (Myiagra hebetior) é uma espécie de ave da família Monarchidae.
É endémica da Papua-Nova Guiné.
Os seus habitats naturais são: florestas subtropicais ou tropicais húmidas de baixa altitude e regiões subtropicais ou tropicais húmidas de alta altitude.